# 10 Dywizja Piechoty (PSZ)
10 Dywizja Piechoty (10 DP) – wielka jednostka piechoty Polskich Sił Zbrojnych w ZSRR.

## Formowanie i dyslokacje
8 grudnia 1941 roku dowódca Polskich Sił Zbrojnych w ZSRR, generał dywizji Władysław Anders wydał wytyczne do organizacji między innymi 10 Dywizji Piechoty według etatów brytyjskich. W początkowym okresie zamiast trzech pułków piechoty dywizja miała mieć tylko dwa. Uzbrojenie, wyposażenie i umundurowanie dostarczyć mieli Brytyjczycy.
9 stycznia 1942 roku w Tockoje zorganizowane zostały zawiązki oddziałów dywizji. 13 stycznia do miejscowości Ługowaja, w obwodzie dżambulskim (Kazachska Socjalistyczna Republika Radziecka), gdzie miała być formowana 10 DP wyjechał zawiązek 10 pułku artylerii lekkiej liczący 12 oficerów i 35 podoficerów. 19 stycznia przystąpiono do formowania dywizji. W ocenie Oddziału III Sztabu PSZ w ZSRR dywizja miała zakończyć szkolenie przygotowawcze bez broni do 1 czerwca 1942 roku i być gotowa do przyjęcia broni angielskiej.
W dniach 24 marca – 4 kwietnia 1942 roku 10 DP ewakuowana została do Iraku w ramach pierwszej ewakuacji, a 27 kwietnia do Palestyny, gdzie wcielona została do 3 Dywizji Strzelców Karpackich. 6 maja 1942 roku 10 pułk artylerii lekkiej przemianowany został na 3 Karpacki pułk artylerii lekkiej.

## Organizacja i obsada personalna
- dowództwo 10 Dywizji Piechoty
  - dowódca – płk Alfred Jan Schmidt[3].
  - dowódca artylerii dywizyjnej – mjr Stefan Świnarski, a później ppłk Leon Bukojemski
  - szef sztabu – ppłk dypl. Wilhelm Wilk-Leśniak
- 27 pułk piechoty
- 28 pułk piechoty
- 10 pułk artylerii lekkiej
- 10 pułk artylerii ciężkiej
- 10 dywizjon rozpoznawczy
- 10 dywizjon artylerii przeciwlotniczej
- 10 batalion saperów
- 10 kompania przeciwpancerna
- 10 kompania łączności
- 10 kompania żandarmerii – por. żand. Tadeusz Birn
- 10 kompania sanitarna
- 10 kompania warsztatowa
- 10 kompania Pomocniczej Służby Kobiet
- 10 pluton samochodowy
- 10 pluton transportowo-kolejowy
- ośrodek oddziałów specjalnych
- szpital polowy
- 10 kolumna samochodowa
- 10 park intendentury
- sąd polowy 10 DP
- komenda uzupełnień nr 6
- stacja zborna
- referat Opieki Społecznej